# Circul

Un afiș original al filmului

Circul (1928) (denumire originală: The Circus) este un film alb-negru, mut, scris și regizat de Charlie Chaplin, cu Joseph Plunkett ca scenarist necreditat. În film interpretează actorii Chaplin, Al Ernest Garcia, Merna Kennedy, Harry Crocker, George Davis și Henry Bergman.

## Sinopsis
Conducătorul unui circ sărăcit îl angajează pe vagabondul Chaplin pe post de clovn, dar descoperă că el poate fi amuzant doar neintenționat.